# Wskaźnik cen towarów i usług konsumpcyjnych
Wskaźnik cen towarów i usług konsumpcyjnych, wskaźnik cen konsumpcyjnych (ang. consumer price index, CPI) – wskaźnik (indeks) zmiany cen towarów i usług konsumpcyjnych. Najpopularniejsza na świecie miara inflacji lub deflacji.

## Opis
Indeks jest średnią ważoną cen towarów i usług nabywanych przez przeciętne gospodarstwo domowe. Przy obliczaniu indeksu bierze się pod uwagę tak zwany statystyczny koszyk zakupów. W Polsce Główny Urząd Statystyczny tworzy koszyk na podstawie badań budżetów gospodarstw domowych: co roku ustala, ile i co kupuje „uśrednione” gospodarstwo domowe, a także jaki jest udział poszczególnych produktów i usług w łącznych wydatkach. Na podstawie obserwacji zmian cen tak dobranych towarów i usług (ich lista liczy ok. 2000 pozycji, a ceny sprawdza się raz lub dwa razy w miesiącu) GUS oblicza wskaźnik CPI.
Wielu ekspertów uważa, że wskaźnik cen towarów i usług konsumpcyjnych jest nie tyle miarą zmiany wartości nabywczej danej waluty, co wskaźnikiem zmian kosztów utrzymania. W praktyce występują jednak różnice między koszykiem „codziennym” a „statystycznym”. Ceny niektórych towarów i usług rosną szybciej niż innych, konsumenci reagują też na zmiany cen: gdy rośnie cena na przykład wołowiny, to mogą kupować tańszy drób (tzw. efekt substytucji). Mogą się też pojawiać nowe dobra i usługi, które z opóźnieniem znajdą się w koszyku statystycznym.
Inną trudność w posługiwaniu się wskaźnikiem cen towarów i usług konsumpcyjnych stanowią porównania w dłuższej perspektywie czasowej. Wynika ona z tego, że wiele towarów i usług obecnych w bieżącym koszyku nie istniało w przeszłości (np. kuchenki mikrofalowe). Część dóbr i usług (np. komputery) figuruje na liście, ale statystyka nie uwzględnia tego, że obecnie są inne niż kiedyś, co może wpływać na ich ceny. Wskazuje się też na tak zwane nierówności inflacyjne: różnicę w udziale poszczególnych towarów i usług w strukturze wydatków różnych grup społecznych.
Europejski Bank Centralny prowadząc politykę pieniężną, kieruje się zharmonizowanym wskaźnikiem cen konsumpcyjnych (ang. Harmonised Index of Consumer Prices, HICP), który w porównaniu do CPI charakteryzuje się niewielkimi różnicami metodologicznymi.
W Polsce najwyższe CPI, na poziomie 79,60% odnotowano w lutym 1990 roku, w trakcie transformacji ustrojowej.